# Dalton Trumbo
Dalton Trumbo også kendt som Robert Rich (9. december 1905 i Montrose, Colorado, USA – 10. september 1976 i Los Angeles, Californien,
USA) var en amerikansk manuskriptforfatter og filminstruktør.
Han kom til filmen i 1935 og oparbejdede sig hurtigt en position som en af Hollywoods førende manuskriptforfattere, bl.a. med Five Came Back (Kun fem kom tilbage, 1939) og Thirty Seconds Over Tokyo (30 sekunder over Tokyo, 1944). Efter krigen blev han dømt til fængsel og sortlistet i 1947, fordi han nægtede at vidne om påstået kommunistvirksomhed i filmmiljøet. Han fortsatte imidlertid virksomheden som manuskriptforfatter under pseudonym, og vandt (som Robert Rich) en  Oscar for bedste manuskript,med The Brave One (Min bedste ven, Gitano, 1956). Sortlistningen blev ophævet i 1960. Trumbo instruerede selv anti-krigsfilmen Johnny Got His Gun (Man gav Johnny et gevær, 1971), efter sin egen roman fra 1939.